# 公民革命运动
公民革命运动（西班牙語：Movimiento Revolución Ciudadana，缩写为RC）是厄瓜多尔的一个进步主义政党。2010年，卫生专业人士综合阵线成立，由15名医生组成，并选举伊万·埃斯皮内尔为其领袖。它逐步扩展到医疗领域以外，并于2012年改名为专业人士综合阵线；2013年，又改名为国家综合力量；2016年2月，又改名为社会承诺力量，并于同年8月18日在全国选举委员会注册为政党。该党起初是埃斯皮内尔的个人政治平台，但在2019年，前总统拉斐尔·科雷亚的支持者加入该党，并迅速成为其内部的主导派系。因此，在2021年，该党更名为公民革命运动，并调整政治方向。目前，该党主张“公民革命”，宣称奉行反新自由主义的进步左翼立场，并由拉斐尔·科雷亚领导。
在2021年厄瓜多爾大選中，该党赢得立法选举，成为国民代表大会第一大党，并在总统选举的第一轮排名第一，但于第二轮落败。